# Butyldiglycolacetaat
Butyldiglycolacetaat is een organische verbinding met als brutoformule C10H20O4. De stof komt voor als een kleurloze vloeistof met een kenmerkende estergeur, die goed oplosbaar is in water.

## Toxicologie en veiligheid
De stof kan waarschijnlijk ontplofbare peroxiden vormen. Ze reageert met sterk oxiderende stoffen.